# Чергинское сельское поселение
Чергинское се́льское поселе́ние — муниципальное образование в Шебалинском муниципальном районе Республики Алтай Российской Федерации.
Административный центр — село Черга.

## История
Статус и границы сельского поселения установлены Законом Республики Алтай от 13 января 2005 года № 10-РЗ «Об образовании муниципальных образований, наделении соответствующим статусом и установлении их границ».

## Население
| 2010  | 2011  | 2012  | 2013  | 2014  | 2015  | 2016  |
| ----- | ----- | ----- | ----- | ----- | ----- | ----- |
| 1868  | →1868 | →1868 | ↗1908 | ↗1974 | ↗1978 | ↗1995 |
| 2017  | 2018  | 2019  | 2020  | 2021  |       |       |
| ↘1994 | ↗2004 | ↘2002 | ↗2026 | ↘1661 |       |       |

## Состав сельского поселения
| № | Населённый пункт | Тип населённого пункта       | Население |
| - | ---------------- | ---------------------------- | --------- |
| 1 | Черга            | село, административный центр | ↗1952     |
| 2 | Барлак           | село                         | ↘43       |